# Voûtes de la basse Casbah d'Alger
Les voûtes de la basse Casbah d'Alger, appelées également voûtes de Khayr ad-Din en référence à l'amiral Khayr ad-Din Barberousse, désignent un ensemble de structures voûtées situées dans la partie basse de la Casbah d’Alger, à proximité du port d'Alger. Construites ou réaménagées sous la Régence d’Alger à partir du XVIe siècle, ces voûtes servaient de casemates, d’entrepôts et d’abris militaires en lien avec l'Amirauté d’Alger. Certaines portions de cet ensemble architectural pourraient toutefois remonter à des périodes antérieures, notamment à l'époque antique d'Icosium, en tant que soubassements ou fondations. Aujourd’hui, ces voûtes subsistent partiellement, et font l’objet de programmes de restauration et de réhabilitation dans le cadre de la préservation du patrimoine de la Casbah classée à l’UNESCO.

## Histoire
Ces voûtes auraient été édifiées ou utilisées au XVIe siècle par Khayr ad-Din Barberousse pour des activités maritimes et militaires, notamment comme entrepôts pour les armes, les vivres ou les marchandises saisies lors des prises en mer. Elles sont situées stratégiquement entre le port et la Casbah, facilitant le ravitaillement et la logistique navale. Elles connurent également des restructurations en 1814, durant le règne du dey Hadj Al, afin de maintenir leur usage dans un contexte de défense maritime encore actif,.
Durant la Régence d'Alger (1518–1830), ces espaces ont servi de casemates, d’abris pour les troupes, ou encore de dépôts pour la flotte de guerre algéroise. Elles faisaient partie du complexe défensif et portuaire qui incluait la darse, les remparts et plusieurs tours de guet.
Après la conquête française de l'Algérie, les forces coloniales les réaménagèrent et y installèrent de grands fours pour fabriquer du pain destiné à leurs soldats. Les artilleurs français furent frappés par la magnificence des voûtes casematées du môle, à l'intérieur desquelles étaient installés les canons. Certaines pièces d'artillerie étonnaient par leurs riches ciselures, d'autres par leur histoire prestigieuse ; parmi ces dernières figurait notamment la célèbre « Consulaire » symbole de la puissance de la Régence d'Alger rapporté en France comme trophée de guerre.
En 1837, les soldats français édifièrent un premier étage au-dessus des anciennes voûtes. L'ensemble, ainsi réaménagé, servit à cette époque de magasins de liquides pour l'approvisionnement de l'armée coloniale, renforçant l'usage logistique et militaire des lieux sous l'administration française. La dalle du premier étage fut également utilisée comme base pour la construction de la place du Gouvernement, rebaptisée place des Martyrs à l'indépendance du pays,.
Entre 1860 et 1866, les autorités coloniales françaises entreprirent des travaux de réhabilitation des voûtes dans le cadre de l'aménagement du port et de la basse Casbah. Ces travaux inclurent notamment le renforcement des murs de soutènement, afin de stabiliser les structures voûtées situées en contrebas des nouvelles infrastructures urbaines jusqu'à Alger-Centre.
Aujourd’hui, les voûtes subsistent toujours. Certaines ont été enfouies, transformées ou intégrées à des constructions coloniales. D'autres sont localisées sous la Place des Martyrs, où des fouilles ont révélé des couches successives, notamment de l'époque de la régence. Elles constituent un témoignage précieux de l’infrastructure maritime algéroise du XVIe siècle au XIXe siècle,.

## Architecture
Les 5000 m² de voûtes sont construites en maçonnerie de pierre, avec des arcs en plein cintre, caractéristiques de l'architecture militaire méditerranéenne de cette époque. Certaines parties auraient été remaniées ou intégrées à des édifices plus récents. Elles sont semi-enterrées ou adossées aux pentes de la Casbah,.
Plusieurs magasins « Makhazine » furent progressivement édifiés jusqu'à former une voûte continue. Une succession de voûtes d'arêtes uniques en leur genre, réalisées grâce à des techniques avancées et à l'emploi de blocs de pierre acheminés depuis différents sites archéologiques environnant Alger.
Les lieux sont souvent inaccessibles au public mais font l’objet d’études archéologiques ponctuelles. Ils sont protégés au titre du patrimoine historique d'Alger, inscrit sur la liste du patrimoine mondial de l’UNESCO depuis 1992.

## Restauration et réhabilitation
Les voûtes sont actuellement en cours de restauration et de réhabilitation dans le cadre d’un programme de mise en valeur du patrimoine historique et maritime de la ville d'Alger. Ce projet vise à renforcer l'attractivité culturelle du site et à réintégrer ces structures dans le tissu urbain de la Casbah. Elles vont ainsi abriter des commerces et des restaurants, redonnant vie à ces espaces tout en respectant leur caractère patrimonial. Par ailleurs, une partie des voûtes abrite déjà le Musée public national maritime d'Alger, qui expose des collections liées à l'histoire navale de la ville et de la Méditerranée,.